# Султан Сулейман Шукох
Шахзаде Султан Сулейман Шукох (15 марта 1635 — май 1662) — могольский принц из династии Бабуридов, старший сын наследного принца Дары Шукоха (1615—1659) и внук могольского императора Шах-Джахана. Он был казнен в мае 1662 года в форте Гвалиор по приказу своего дяди, императора Аурангзеба.

## Ранняя жизнь

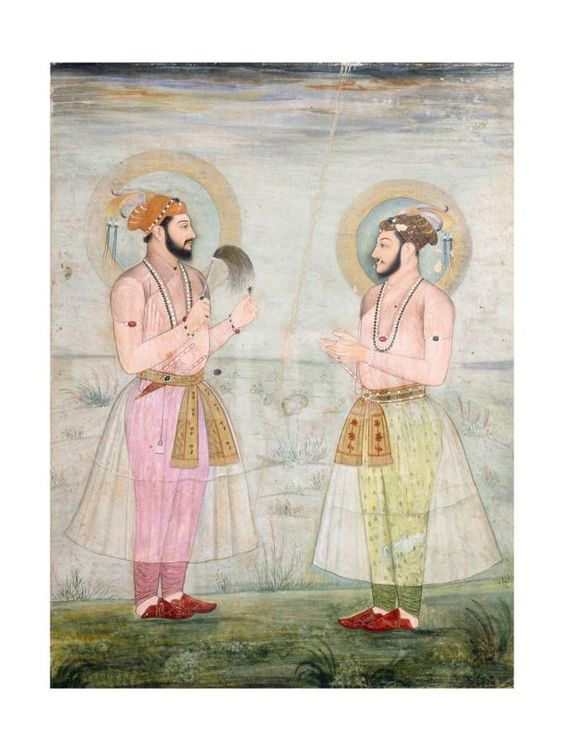
Дара Шукох (слева) с принцем Сулейманом Шукохом

Родился 15 марта 1635 года в Султанпуре. Старший сын наследного принца Дары Шукоха (1615—1659), старшего сына могольского императора Шах-Джахана. Его матерью была принцесса Надира Бану Бегум (1618—1659), дочь шахзаде Султана Мухаммада Парвеза (1589—1626), сына императора Джахангира, и Джахан Бану Бегум, дочери принца Султана Мурада Мирзы. Сулейман Шукох был первым внуком могольского падишаха Шах-Джахана. Его дядями по отцовской линии были шахзаде Шах-Шуджа, Мурад Бахш и Аурангзеб.
Его дед Шах-Джахан называл его «Потай Мия». У Сулеймана Шукоха было три младших брата и четыре сестры.
В 1642 году его отец, шахзаде Дара Шукох, стал вероятным наследником императорского трона Великих Моголов. Сулейман Шукох занимал должность субадара (губернатора) Татты (1649—1651) и Ауда (1655—1657), а также главнокомандующего армии своего отца Дары Шукоха в 1641—1650 годах.

## Бегство и смерть
На стороне своего отца шахзаде Сулейман Шукох сражался против его младших братьев, принцев Шах-Шуджи, Аурангзеба и Мурада Бахша. После поражения Дары Шукоха в битве при Самугаре 29 мая 1658 года его старший сын Сулейман Шукох бежал в княжество Гархвал. Новый могольский падишах Аурангзеб пощадил младших сыновей и дочерей своих побежденных братьев, но принц Сулейман Шукох, будучи старшим сыном и наследником Дары Шукоха, был для него угрозой.
Раджа Гархвала Притви Пат Шах, несмотря на требования Аурангзеба, отказывался выдать ему беглого племянника. Аурангзеб поручил бывшему соратнику шахзаде Сулеймана Шукоха радже Джай Сингху захватить в плен принца. Аурангзеб неоднократно отправлял через раджу Джай Сингха послания Притви Пат Шаху, радже Гархвала, с просьбой выдать принца, но его уговоры и угрозы были встречены с презрением. Позднее Джай Сингх убедил принца Медни-Шаха, сына и наследника Притви Пат Шаха, поднять восстание и свергнуть своего отца.
Принц Медни-Шах, пользовавший поддержкой местной знати, поднял восстание против своего оцта и попытался захватить власть в княжестве. По приказу Аурангзеба, в конце 1660 года раджа Джай Сингх отправил в Гархвал своего сына Раму Сингха, чтобы убедить местные власти выдать ему принца Сулеймана Шукоха. Однако, когда Рам Сингх встретился с Притви Пат Шахом, он отказался подчиняться и сказал ему, что будет защищать принца до тех пор, пока тот жив.
Рам Сингх и Медни-Шах, которые были друзьями, составили заговор против Сулеймана Шукоха. Но прежде чем они успели предпринять какие-либо действия против него, принц узнал об их мотивах и ночью попытался бежать в Тибет. Но он заблудился в горах и был предан жителями деревни. Они сообщили Медни-Шаху о его местонахождении, который добился его ареста и передал его Раму Сингху.
5 января 1661 года принц Сулейман Шукох был доставлен к своему дяде Аурангзебу. Многие при императорском дворе были растроганы до слез при виде арестованного принца в цепях. Аурангзеб смягчился и предложил пощадить Сулеймана. Принц стоически ответил, что если он представляет собой постоянную угрозу, то должен быть немедленного убит. Он также просил, чтобы его не оставили гнить в тюрьме. Возможно, обидевшись на такой отпор, Аурангзеб не исполнил его пожелания.
8 января 1661 года по приказу Аурангзеба Сулейман Шукох был заключен в тюрьму в островной крепости Салимгарх, откуда 14 января его перевели в форт Гвалиор. Ему ежедневно вводили опиумный яд, чтобы принц впал в безумие и немощь. В мае 1662 года по распоряжению Аурангзеба принц Сулейман Шукох был задушен. Он был похоронен на кладбище в Гвалиоре, где также был похоронен его дядя, принц Мурад Бахш.

## Жёны и дети
Принц Сулейман Шукох был женат шесть раз. 15 июля 1651 года в Кашмире женился на дочери Ходжи Абдул-Рахмана бин Абдул-Азиза Накшбанди. 14 апреля 1654 года в Дели вторично женился на Ануп Кунвар Баи Сахибе, дочери Рао Шри Амара Сингха из Нагаура. 5 ноября 1656 года в Дели его третьей женой стала дочь Мирзы Бахрама. В августе 1658 года в Сринагаре в четвертый раз женился на дочери Амир уль-Умара, раджи Притви Пат Шаха, раджи Гархвала. Его пятой женой была Индар Кумари. В шестой раз Сулейман Шукох женился на Мунаввар Бай. У Сулеймана Шукоха было две дочери:
- Наваб Салима Бану Бегум Сахиба. 28 июня 1672 года она была выдана замуж за шахзаде Мухаммада Акбара Мирзы (1657—1706), четвертого сына падишаха Аурангзеба. Мать будущего императора-марионетки Нику Сийяра.
- Наваб Фатима Бану Бегум Сахиба (? — 1706). В 1678 году в Дели она стала женой Хваджы Бахауддина, сына Хваджи Парса.